# Calynda
Calynda is een geslacht van Phasmatodea uit de familie Diapheromeridae. De wetenschappelijke naam van dit geslacht is voor het eerst geldig gepubliceerd in 1875 door Carl Stål.

## Soorten
Het geslacht Calynda omvat de volgende soorten:
- Calynda armata Conle, Hennemann & Gutiérrez, 2011
- Calynda bicuspis Stål, 1875
- Calynda coronata Carl, 1913
- Calynda discors (Brunner von Wattenwyl, 1907)
- Calynda dorbignyana Brunner von Wattenwyl, 1907
- Calynda fallax (Giglio-Tos, 1898)
- Calynda fiebrigi Brunner von Wattenwyl, 1907
- Calynda laevis Brunner von Wattenwyl, 1907
- Calynda magnifica (Hebard, 1933)
- Calynda quadrilobulata Brunner von Wattenwyl, 1907